# 利斯內 (切爾尼希夫區)
51°18′57″N 30°42′8″E / 51.31583°N 30.70222°E
利斯内（烏克蘭語：Лісне），是烏克蘭北部切爾尼希夫州切爾尼希夫區洪恰里夫斯凯市镇的村落。面積0.23平方公里，海拔高度116米，2001年人口40，人口密度每平方公里173.2人。